# Hommerich
Hommerich ist ein Ortsteil der Gemeinde Lindlar, Oberbergischer Kreis, im Regierungsbezirk Köln in Nordrhein-Westfalen.

## Lage und Beschreibung
Hommerich liegt im Westen der Gemeinde Lindlar im Sülztal. In der Nähe von Hommerich verläuft die Kommunal- und Kreisgrenze zur Gemeinde Kürten und zum Rheinisch-Bergischen-Kreis. Bei Tüschen vereinigen sich die Lindlarer und Kürtener Sülz zur Sülz.

## Geschichte
1487 wurde der Ort das erste Mal „urkundlich“ als homberg erwähnt. Der Name leitet sich von „homer“, der Himbeere ab.
Im Mittelalter gehörte Hommerich zur Honschaft Tüschen im Kirchspiel Hohkeppel.
Im 18. Jahrhundert begann im Sülztal die Industrialisierung, als Christian Hamm in Welzen einen Eisenhammer in Betrieb nahm. Zu diesem Zwecke verkauften auch verschiedene in Hommerich ansässige Leute Grundstücke.
1830 lebten in Hommerich 24 Menschen. Hommerich gehörte bis 1975 zur Gemeinde Hohkeppel. Aufgrund § 10 und § 14 des Köln-Gesetzes wurde 1975 die Gemeinde Hohkeppel aufgelöst und umfangreiche Teile in Lindlar eingemeindet. Darunter auch Hommerich.

### Kriegsgefangenenlager Hommerich
Während des Zweiten Weltkrieges bestand in Hommerich ein Kriegsgefangenenlager. Zunächst waren kriegsgefangene Franzosen hier interniert, um den Bahnkörper instand zu halten und auszubessern. Traurige Berühmtheit erlangte dieses Lager vor allem ab 1941, als etwa 100 sowjetische Kriegsgefangene nach Hommerich verbracht wurden, die anstelle der Franzosen in dem Kriegsgefangenenlager untergebracht werden sollten. Wie viele Kriegsgefangene tatsächlich lebend eintrafen, ist ungewiss. Der Lagerleiter August Fuchs trieb die sowjetischen Kriegsgefangenen rücksichtslos zur Arbeit an und verwehrte ihnen unter anderem Stroh für ihre Lagerstätte oder Nahrung. Die zahlreichen Todesfälle wurden auch in der Umgebung bekannt. Trotz schärfsten Protestes des Pfarr-Rektors von Offermannsheide und des Ortsgruppenleiters Ossenbach starben in Hommerich 42 Sowjetbürger. Sie wurden bei Nacht und Nebel auf einer Weide in Ebbinghausen oder auf dem Friedhof in Hohkeppel begraben. Im Laufe der Nachkriegszeit wurden die Toten zusammen mit anderen in ein Massengrab auf dem Gemeindefriedhof Engelskirchen umgebettet. Die Tafel dort gibt keine Auskunft über das Verbrechen, dem sie zum Opfer gefallen waren. Es heißt dort lediglich: „Hier liegen die Gebeine von dreiundfünfzig im Krieg in den Jahren 1941 – 1945 verstorbenen russischen Menschen“.

## Wirtschaft
In Hommerich besteht ein altes Lindlarer Industriegebiet. Bis in die 1990er Jahre war hier vor allem die Molkerei Hommerich, später Tuffi-Werke, ein großer Arbeitgeber. Campina übernahm die Werke und legte das Milchwerk still. Die Milchtrocknungsanlage wird von der EUROLAT GmbH weitergeführt.
Des Weiteren gibt es einen Baustoffhandel und einen Natursteinhandel im Ort. Das ehemalige Verwaltungsgebäude der Tuffi-Milchwerke wurde saniert. Hier siedeln sich kleinere Handwerksfirmen an.

## Verkehr

### Busverbindungen
Haltestelle Hommerich:
- VRS (OVAG) Linie 335 Scheel – Frielingsdorf – Lindlar – Linde – Biesfeld – Bergisch Gladbach

Haltestelle Hommerich-Schmitte:
- VRS (KWS) Linie 401 Industriegebiet Klause – Lindlar – Schmitzhöhe – Kürten Schulzentrum (nur Schulverkehr)
- VRS (KWS) Linie 408 Kürten – Offermannsheide – Biesfeld – Kürten (nur Schulverkehr)

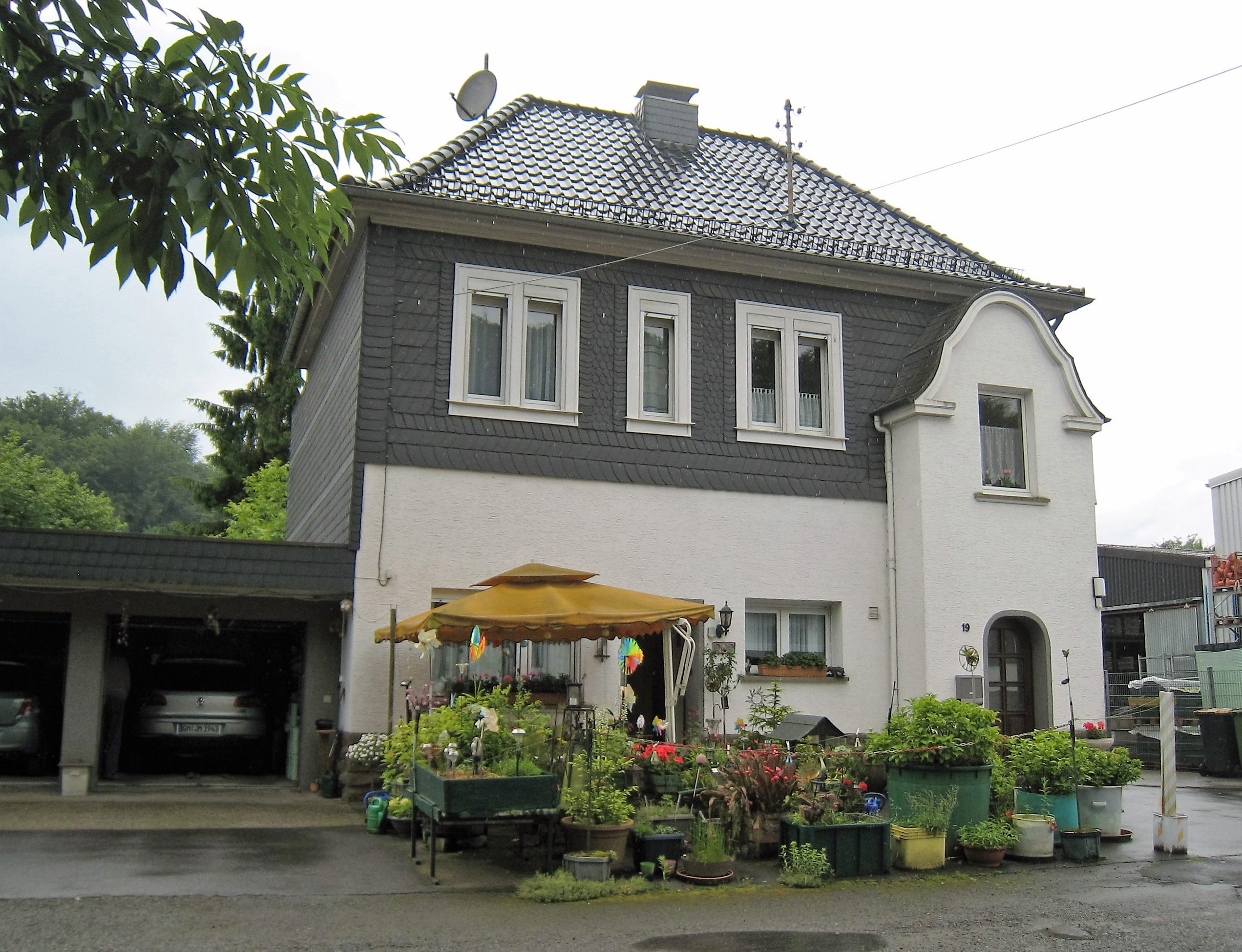
Ehemaliges Empfangsgebäude des Bahnhofs Hommerich

### Ehemalige Eisenbahnstrecke
Der Weiterbau der Bahnstrecke Köln-Mülheim–Lindlar auf der Teilstrecke Immekeppel–Lindlar ließ lange auf sich warten. Im Januar 1912 wurde zunächst der Streckenabschnitt Immekeppel–Hommerich fertig. Zuletzt eröffnete man im Dezember 1912 den Streckenabschnitt von Hommerich nach Lindlar. Das Ende kam 1960 für Personenzüge. Der Güterverkehr kam 1966 zum Erliegen. Im selben Jahr wurden die Gleise auf dem gesamten Streckenabschnitt demontiert.